# Corentin Jean Carré
Pour les articles homonymes, voir Carré (homonymie).
Corentin Jean Carré, né le 9 janvier 1900 au Faouët et mort le 18 mars 1918 à Souilly, est considéré comme le plus jeune poilu de France

## Biographie
Après le départ de son père pour la guerre, le jeune Corentin veut le suivre mais sa demande d'engagement est rejetée en raison de son jeune âge. Il se rend à Pau où il se présente, profitant de la confusion des premiers mois de guerre, au bureau de recrutement sous le nom d'Auguste Duthoy né à Rumigny dans les Ardennes occupées (ce qui explique l'absence de papiers d'identité), le 10 avril 1915. Il suit avec succès un peloton d'élèves caporaux et monte au front le 20 octobre 1915 dans le secteur de Le Mesnil-lès-Hurlus. Nommé sergent en juin 1916, il est cité le 15 novembre et reçoit la croix de guerre. Fin décembre 1916, il décide de révéler sa véritable identité, mais il doit, malgré l'appui de son chef de corps, démissionner de son grade et se rengager comme simple soldat. Il combat dans les tranchées au sein du 410e régiment d'infanterie et, sur l'insistance du colonel commandant le régiment, il retrouve son grade. Il reçoit une nouvelle citation à l'ordre de la division en juin 1917 : « Sous-officier d'une admirable bravoure, s'est engagé à quinze ans sous un nom d'emprunt pour aller plus tôt au feu […]. Toujours volontaire pour les missions les plus périlleuses, qu'il exécute avec un sang-froid et un courage admirable,. »
La presse nationale s'empare de son histoire dès 1916. Le journal Le Petit Parisien en fait « le plus jeune poilu de France ».
Le 5 mars 1917, dans une lettre à son ancien instituteur, il écrit : « ce sentiment de l'Honneur, c'est à l'école que je l'ai appris » ; « c'est là que j'ai appris que la Patrie représentait non seulement la terre où je suis né, mais qu'elle représentait encore la tradition et l'honneur d'une race à faire respecter ».
Volontaire pour servir dans l'aviation, il est breveté pilote durant l'été 1917 et est affecté à l'escadrille SO 229 équipée de Sopwith 1½ Strutter. L'adjudant-pilote Carré est abattu au-dessus de Verdun et meurt de ses blessures à l'hôpital militaire de Souilly le 18 mars 1918. Il reçoit une troisième citation, à titre posthume, à l'ordre de l'Armée : « Adjudant Carré Jean Corentin, du 410e régiment d'infanterie, pilote à l'escadrille SO 229 attaqué par trois avions ennemis, le 18 mars, s'est défendu énergiquement jusqu'à ce que son appareil soit abattu, l'entraînant dans une mort glorieuse. ».
Il est inhumé dans la nécropole de Rembercourt-Sommaisne, tombe 1510.

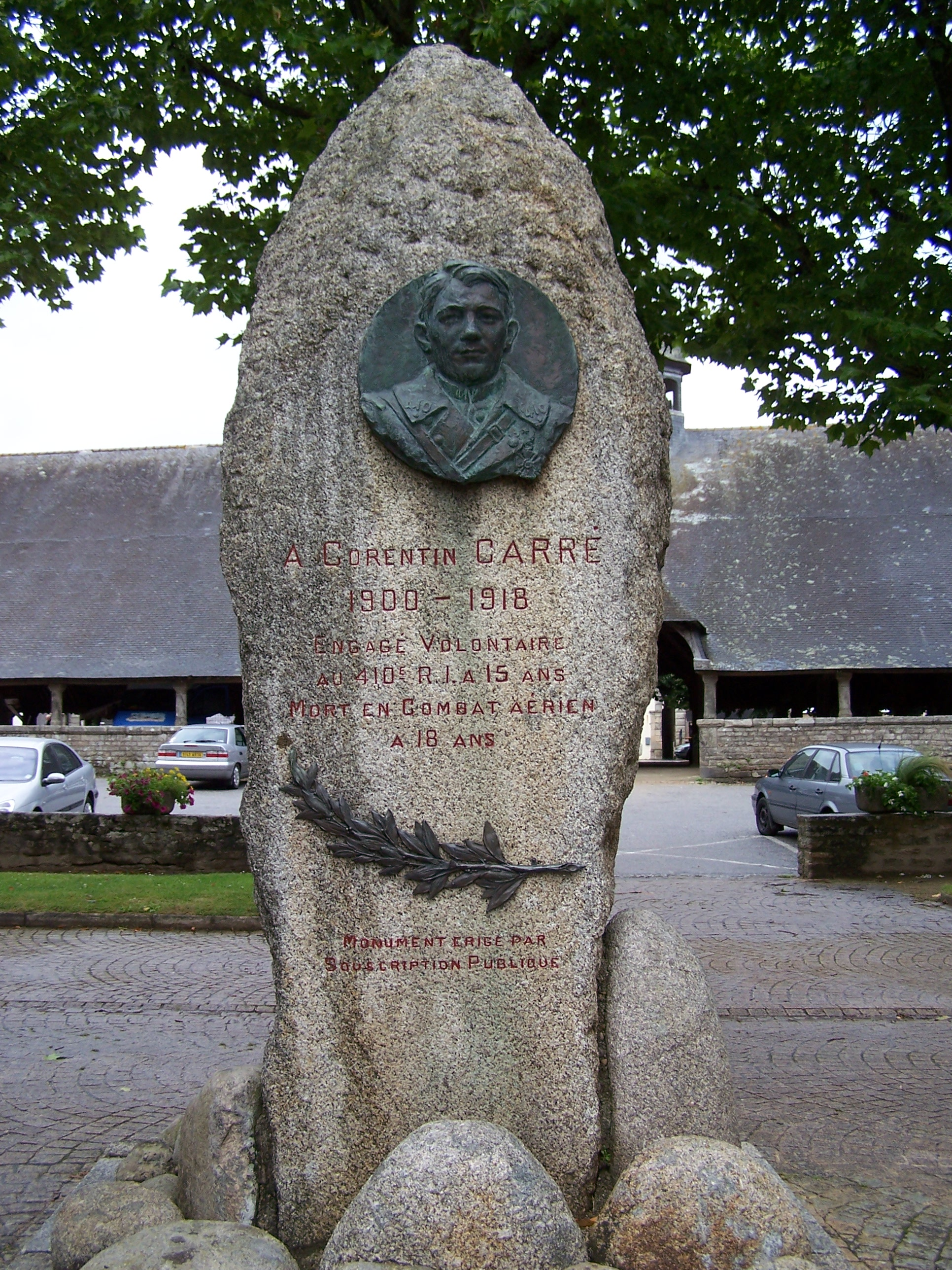
Monument à Corentin Carré, place centrale du Faouët.
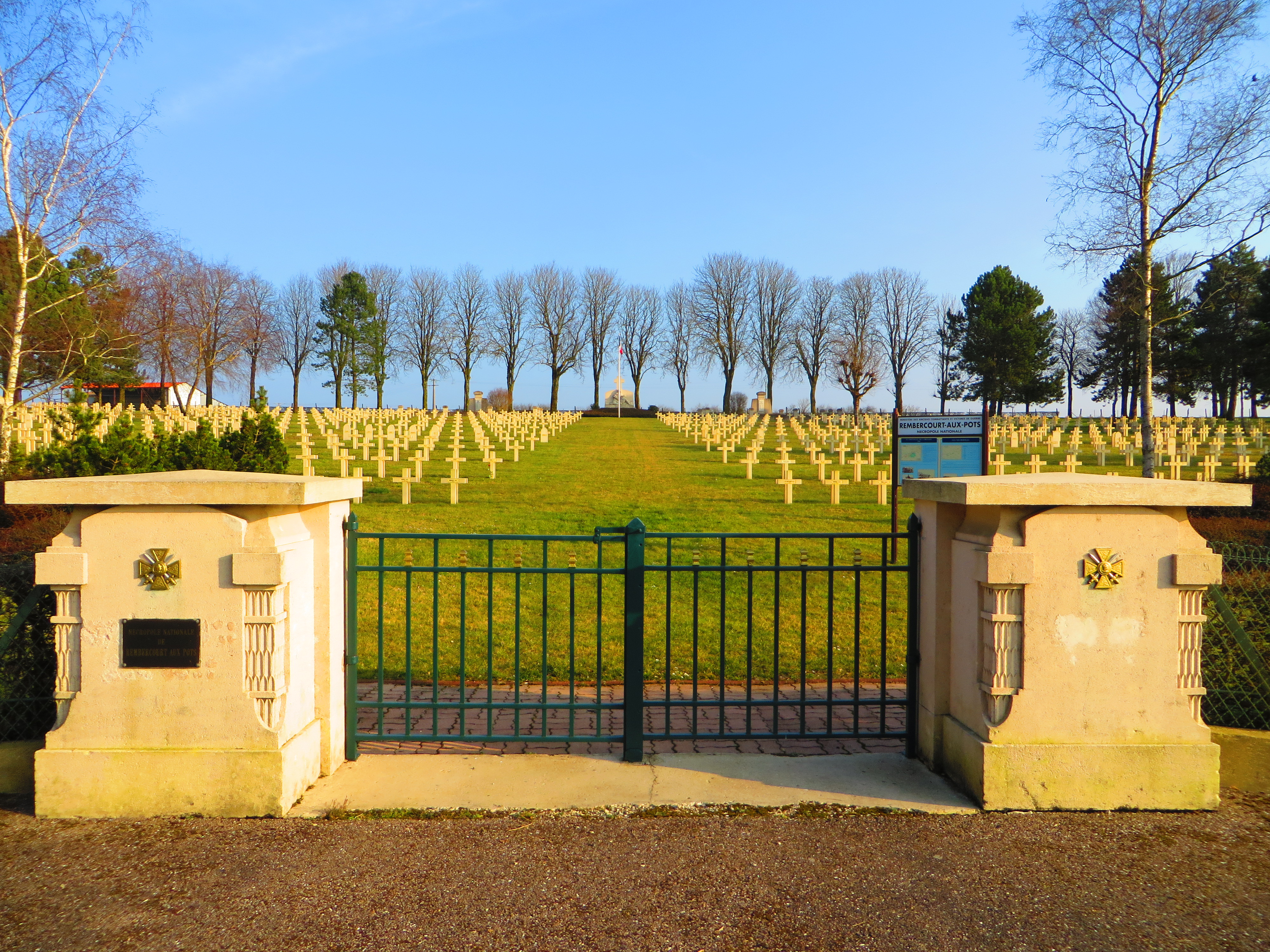
Nécropole militaire de Rembercourt-Sommaisne.
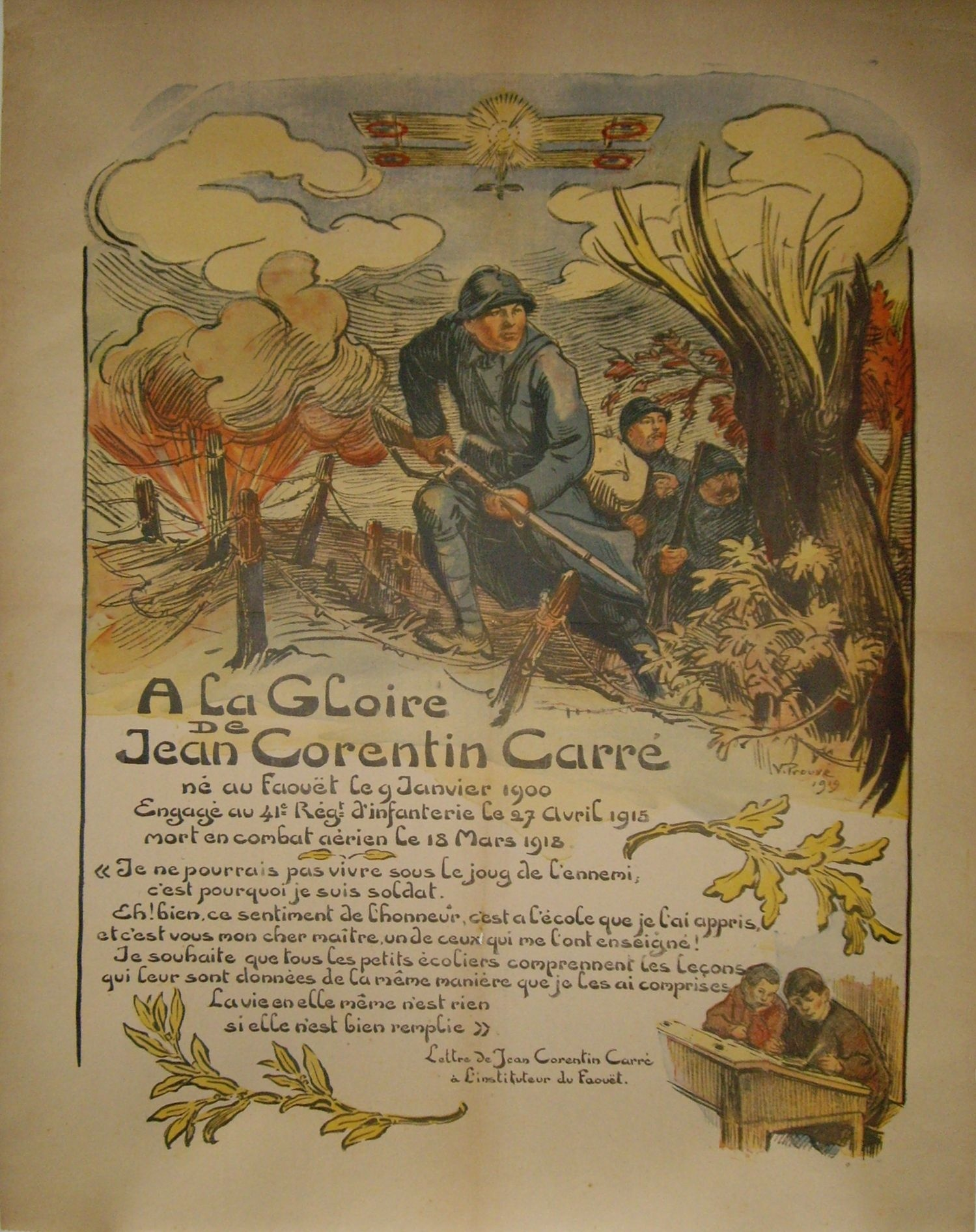
Affiche de Victor Prouvé publiée en 1919.

## Hommages et distinctions
- Croix de guerre 1914-1918 attribuée le 24 novembre 1916.
- En 1919, un inspecteur d'académie écrit son apologie et une affiche, dessinée par Victor Prouvé, est placardée dans les établissements scolaires, accompagnée de la reproduction de la lettre qu'il avait adressée à son instituteur.
- Un monument en l'honneur de Corentin Carré est inauguré par le général Weiss dans sa commune natale du Faouët le 7 mai 1939.
- Sa rue natale au Faouët porte son nom ainsi que d'autres rues dans plusieurs villes de Bretagne : Rennes, Brest, Lorient, etc.

## Dans les arts
- Jean-Corentin Carré, l'enfant-soldat, bande dessinée en 3 tomes (2014-2017) aux éditions Paquet. Scénario de Pascal Bresson, dessins de Lionel Chouin et Stéphane Duval, colorisation de J.L. Simon et Patrick Larme.